# Mauser
Mauser (укр. Маузер) — німецький виробник зброї. Основна продукція — гвинтівки з ковзним затвором та напівавтоматичні пістолети, які почали випускати з 1870-х. Маузер створював свої розробки для німецької армії. Наприкінці XIX та на початку XX століть військові розробки Маузера йшли на експорт та ліцензійно вироблялися у різних країнах, а також були дуже популярні моделі цивільної зброї.
Mauser продовжив виробництво спортивної та мисливської зброї наприкінці XX століття. У 1995 компанія стала дочірньою компанію Rheinmetall і отримала назву Mauser-Werke Oberndorf Waffensysteme GmbH, перед тим як була придбана Lüke & Ortmeier Group у 2000. Підрозділ основної компанії, Mauser Jagdwaffen GmbH, був розділений у 2000 та проданий Luke & Ortmeier Group. Mauser Jagdwaffen продовжив виробляти гвинтівки з ковзним затвором у складі компанії SIG Sauer.

## Історія

### Ранні роки
Петер Пауль Маузер, якого часто називають Пауль Маузер, народився 27 червня 1838 року, у Обендорфі-ам-Некарі, Вюртемберзьке королівство. Його брат Вільгельм був старший від нього на чотири роки. Їхній батько, Франц Андреас Маузер, був зброярем у Королівському Арсеналі Вюртемберга. Завод було побудовано у монастирі августинців, міцна споруда якого ідеально підходила для виробництва зброї. Інший син, Франц Маузер, у 1853 році разом із сестрою вирушив до Америки і працював у компанії E. Remington & Sons. У 1859 році Петера Пауля було мобілізовано артилеристом до Людвигсбурзького арсеналу, де він працював зброярем. Використовуючи голчату гвинтівку Дрейзе (нім. Zündnadelgewehr), він розробляє гвинтівку з обертовим затвором. Спочатку гвинтівка використовувала голку для здійснення удару по капсулю; пізніше він встановив ударник і набій заднього запалення. Гвинтівку показав австрійському Міністерству оборони Семюель Норріс з компанії E. Remington & Sons. Норріс вважав, що ця розробка допоможе переобладнати голчаті гвинтівки Шасспо під стрільбу металевими набоями. Незабаром у Оберндорфі виникло партнерство між Норрісом та братами Маузер. У 1867 році партнери поїхали до Льєжу, але коли французький уряд не виявив зацікавленості до переробки гвинтівок Шасспо, партнерство розпалося. Пауль Маузер повернувся до Оберндорфу у грудні 1869, а Вільгельм у квітні 1870.
Петер Пауль та Вільгельм Маузери продовжили розробку своєї нової гвинтівки у будинку тестя Пауля. Гвинтівка Маузерів була представлена прусському уряду 2 грудня 1871 і прийнята на службу 14 лютого 1872, після внесення змін у запобіжник. Брати Маузери отримали замовлення на 3 000 прицілів для гвинтівок, але фактично виробництво гвинтівки було передано урядовим арсеналам і великим фірмам. Приціли виробляли у домі Ксав'єра Яуха з 1 травня 1872. Після отримання замовлення на 100 000 прицілів від Баварської фабрики з виробництва гвинтівок у Амбергу, брати Маузер почали вести перемовини про придбання Королівського арсеналу Вюртемберга. Затримка у придбанні прискорила купівлю нерухомості на березі річки Неккар, у тому ж році було побудовано перші майстерні. Також було вийнято дім у Обердорфі для виконання замовлення Баварської фабрики.

### Придбання Königlich Württembergische Gewehrfabrik
Königlich Württembergische Gewehrfabrik було придбано 23 травня 1874, після домовленості між урядом Вюртемберга та Маузерами на виробництво 100 000 гвинтівок Model 71. Товариство між братами Маузер та Компанією було утворено підписанням угоди між вюртемберзьким Vereinsbank Штутгарт та Паулем і Вільгельмом Маузерами 5 лютого 1874. До 23 травня 1874 товариство Маузерів мало три фабрики у Оберндорфі.
Через часті ділові поїздки Вільгельм, який все життя мав проблеми зі здоров'ям, помер 13 січня 1882. Товариство стало акціонерним 1 квітня 1884 з назвою Waffenfabrik Mauser. Акції належали вюртемберзькому Vereinsbank та Паулі Маузеру, який продав свою частину акцій Ludwig Löwe & Company 28 грудня 1887, залишившись технічним директором товариства. Ludwig Löwe & Company була власником 50 відсотків акцій Fabrique Nationale d'Armes de Guerre, компанії яка була створена у 1889 для виробництва гвинтівок Маузера для бельгійського уряду. Deutsche Waffen und Munitionsfabriken A.G. (DWM) було створено 7 листопада 1896 після злиття Ludwig Löwe & Company A.G., Deutsche Metallpatronenfabrik A.G., порохової компанії Rheinisch-Westfälischen та порохової компанії Rottweil-Hamburg Powder Company. Mauser A.G. було створено 23 квітня 1897. Після Другої світової війни DWM отримала назву Industrie-Werke Karlsruhe A.G. (IWK).

### Після 1940
У 1940 компанії Маузер було запропоновано взяти участь у конкурсі по переозброєнню німецької армії самозарядною гвинтівкою, Gewehr 41. Було висунуто ряд недоцільних вимог, наприклад у конструкції не повинно бути отворів у стволі для відведення порохових газів для роботи автоматики. Було представлено дві конструкції, і версія Маузера, G 41(M), провалилася на випробуваннях. Після нетривалого випуску її було знято з виробництва. Розроблена конструкція не мала успіху до переробки її на просту автоматику з використанням відводу газів як у Gewehr 43. Під час Другої світової війни фабрика Маузера у Оберндорфі бомбардувалася Союзника, в результаті загинуло 26 робітників і знищено електростанцію компанії. Французькі сили зайняли Оберндорф 20 квітня 1945.

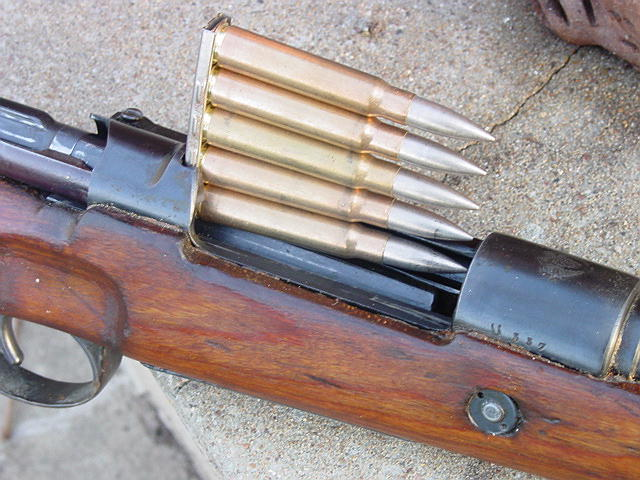
Mauser K98K з обоймою під набої 8×57 мм.

Після війни фабрика займалася випуском зброї для оснащення французьких військових. Завод був демонтований окупаційними силами як військові репарації, більшість фабричних будівель (приблизно 60 % від загального числа) було зруйновано і знищено всі записи за наказом місцевого командування французької армії. Протягом кількох років Mauser Werke виробляли прилади та інструменти вимірювання, такі як мікрометри. Колишні інженери компанії Едмунд Хеклер, Теодор Кох та Алекс Зейдель утворили компанію Heckler & Koch, яка стала головним німецьким виробником стрілецької зброї. Маузер продовжив виробництво мисливської та спортивної зброї. У 1994 вона стала дочірньою компанією Rheinmetall, виробника автоматичних гармат, наприклад Mauser BK—27 та іншої зброї до 2004, коли вона була злита з Rheinmetall Waffe Munition GmbH. У 1999 виробник цивільної мисливської, спортивної і зброї для захисту було відокремлено від Rheinmetall.

## Цивільний ринок
Гвинтівки Маузер були легко перероблені на мисливські зразки; у Африці, гвинтівкою для сафарі, зазвичай, є саме гвинтівка Маузер. Це перероблені під великий набій гвинтівки калібру .50 (12,7 мм). Переробки відрізняються скороченим ложем та стволом, пристосовані під популярні британські набої і незначні зміни у роботі механізмів. Сьогодні гвинтівки Маузера з великими та малими стволами виробляють у всьому світі для цивільного ринку і вони мають попит серед мисливців.
Надлишки військових гвинтівок Маузер також потрапили на цивільний ринок і були придбані колекціонерами і власниками зброї. Після Другої світової війни залишилося багато карабінів Karabiner 98ks, їх використала данська фірма Schultz & Larsen для створення спортивних цільових гвинтівок. Багато з них досі є конкурентними, хоча і з новими стволами.
Існування до тепер надлишків зброї виробництва компанії Маузер підтверджує їх надійність і високу якість виробництва. Крім того, широка доступність і порівняно низька вартість боєприпасів до неї допомагає використовувати цю зброю стрільцям-ентузіастам. Подібні старовинні боєприпаси вимагають ретельного догляду для запобігання руйнації метала через окислення складниками які входять до складу метальних зарядів.
Першими західними зразками зброї у Південній Азії стали саме зразки зброї розробки компанії Маузер і ця назва у Індії та навколишніх країнах стала синонімом будь-якого важкого пістолета.

### Виробники
- John Rigby & Company розробила чотири різних набої для сафарі—гвинтівок Маузер (.275 Rigby, .350 Rigby, .416 Rigby, та .450 Rigby).
- Česká Zbrojovka виробляє різні набої для Маузер М98, відомі з них CZ 550 Safari Magnum, .375 H&H Magnum та.458 Lott.
- SIG Sauer виробляє гвинтівки Маузер M98 під різні калібри, середні та магнум, а також гвинтівку M98 Safari, під набої .416 Rigby, .450 Dakota, .458 Lott та .500 Jeffry.
- Zastava Arms виробляє декілька варіантів М98 Маузер, найбільш відомі з них серії LK M70 та M85, у різних популярних калібрах від .22–250 до .458 Winchester Magnum. Велика кількість модифікацій гвинтівки LK M70 продається у багатьох країнах.
- Carl Gustav — шведський національний виробник випускає M94/96 та відомі цільові гвинтівки CG63 та CG68.
- Husqvarna Vapenfabrik випускає M94-96, варіанти M38, M38-96 і багато інших цивільних варіантів; Model 46 (46A, 46B та 46AN) під калібр 6,5×55, 9,3X57 та 9,3×62; Model 640 (646 — 6,5×55, 648 — 8×57IS, 649 — 9,3×62) без виїмки для великого пальця. Вони використовують механізми FN на пізніх моделях серій 640 та 140. Змішана model 1640 покращеного Маузера (над M96) є поєднанням моделей M98 та M96. Також вони виробляють модель 1900.
- Fabrique Nationale de Herstal виробляє серію M98, спочатку було виробництво з малим кільцем «C» (ранні моделі), а потім з великим кільцем «H» (пізні). Механізми FN також використовують Сако у Фінляндії у своїх надпотужних гвинтівках (Hi-Power rifles), Браунінг у ранніх моделях Medallions, мале кільце як Husqvarna у моделі 146 та велике кільце у пізнішій моделі 640, а також Kodiak Arms, Коннектикут.

## Зброя Маузер до 1945

### Гвинтівки

#### Гвинтівка моделі Маузер-Норріс 67/69
У період між 1867 та 1869 брати Маузер та Семюель Норріс розробили затворну однозарядну гвинтівку. Калібр і кількість створених гвинтівок не відому. Людвиг Олсон писав, що деякий час один екземпляр виставлявся у експозиції Смітсонівського інституту у Вашингтоні, округ Колумбія. Гвинтівка була запатентована у Австрії Семюелем Норрісом 24 грудня 1867. Головка затвора не оберталася, функція яку обрав Пауль Маузер «для захисту головок паперових набоїв від руху і можливого пошкодження при замиканні затвора, і щоб забезпечити необертове місце для екстрактора при використанні металевих набоїв».
Покращена версія гвинтівки мала спіральну пружину, якою було обгорнуто ударник та запобіжник і курок під'єднанні до задньої частини ударника. Цю гвинтівку показали уряду Пруссії і після деяких змін у конструкції запобіжника, вона була прийнята на озброєння як піхотна гвинтівка Model 71 14 лютого 1872. Часто її вважають схожою на гвинтівку Шасспо і, хоча вона мала запозичений від гвинтівки Дрейзе обертовий закритий затвор, все одно більшість новинок належали саме Петеру Паулю Маузеру.

#### Модель 1871 та її нащадки
Гвинтівка Модель 1871 стала першою гвинтівкою створеною братами Маузер. Вона була прийнята Німецькою імперією (окрім Баварського королівства) під назвою Gewehr 71 або Infanterie-Gewehr 71 (на гвинтівках було гравірування I.G.Mod.71). Виробництво піхотної моделі було розпочато на фабриці у Оберндорфі, вона використовувала набої калібру 11×60 мм з чорним порохом і мала довжину ствола 850 мм. Єгерська версія мала довжину ствола 700 мм, а кавалерійський карабін — 500 мм.
Злегка змінена версія широко продавалися у інші країни, на сучасний погляд вони мали великі калібри, зазвичай від 9,5 мм до 11,5 мм. Такі великі калібри були через обмеження димного пороху, який надавав кулям невелику швидкість. Сербія розробила покращену версію Моделі 71 під набій 10,15 мм, зроблений у Німеччині. Ця модель отримала назву Mauser-Milovanović M1878/80. У 1884 до гвинтівки моделі 71/84 було додано 8-зарядний трубчастий магазин. Турецька гвинтівка Модель 1887 була першою у серії гвинтівок які виробляли для турецької армії. Конструкція була схожа з німецькою військовою гвинтівкою Gewehr 71/84: зброя з затвором і трубчастим магазином під стволом.

#### Набій 8×57 мм I та IS або JS
У 1886 французька армія представила гвинтівку Lebel Model 1886, яка використовувала набій на бездимному пороху. Завдяки бездимному пороху з'явилась можливість використовувати кулі малого діаметра які рухалися з великою швидкістю, з великою точністю ураження на дальності 910 м, яка зробила інші гвинтівки застарілими. Як і у Маузера 71/84, головною проблемою гвинтівки було повільне заряджання восьмизарядного трубчастого магазина.
Німецька армія використала найкращі сторони гвинтівки Лебель у власній гвинтівці Gewehr 88, яка також відома як «комісійна гвинтівка Model 1888», в якій було використані механізми Маузера та коробчастий магазин Манліхера. Karabiner 88 був карабіном. Вони обидві були оновлені на початку 20-го століття і лімітовано використовувалися під час Першої світової війни. Насправді гвинтівка Gewehr 88 не була розроблена Маузером.
Гвинтівка Gewehr 88 була створена під новий набій 8×57  мм I з діаметром кулі 0.318-дюйму. Позначки I та IS використовуються для визначення двох куль які використовують у одному набої. Реальний діаметр становив 8,1 мм. Зараз цей набій відомий під назвою «8 мм Маузер I», він використовувався у пізніших моделях Маузера. Набій був розроблений не Маузером. Набій 8×57 мм I включав переваги бездимного пороху та великої швидкості. Він був безфланцевим, що допомагало зробити подачу набоїв більш гладкою як у гвинтівка так і кулеметах. Перша куля була тупоноса і була важкою відносно до сучасних стандартів, але була типовою для перших унітарних набоїв під бездимний порох. Після декількох доробок, включаючи додавання гостроносої кулі вагою 196 гранів, призвели до зміни канавок нарізів з .10 мм до .15 мм для вирішення проблеми яка з'явилася після збільшення швидкості і 8×57 мм IS або 8×57 мм JS 8,2 мм або 0.323-дюймової кулі. Гостроноса куля відкрила повний потенціал набою. Тільки більш пізня версія під калібр .323 гвинтівки Gewehr 98 або перероблених гвинтівок Gewehr 88 та Gewehr 98 можуть безпечно стріляти 8×57 мм JS набоями.
Набоями Маузер 8×57 мм JS або JSR (8.2 мм або 0.323-дюйму) не можливо безпечно стріляти з гвинтівок які розроблені під набій 8×57 мм I (8,1 мм або 0.318-дюйму). Збільшений тиск більшого набою може знищити зброю.
Літера R у цьому позначенні вказує на те, що набій з фланцем, який краще підходить до деяких гвинтівок, особливо для дриллінгів та інших типів комбінованих рушниць. Зазвичай вони слабші, щоб не могли нанести пошкодження зброї у слабких місцях. Багато подібної зброї використовує діаметр кулі 0.318  ця практика була заборонена Германом Герінгом на початку 1940—х років коли він був головним єгером Третього Рейху.

#### Моделі 1889/90/91 та Експериментальна Модель 92

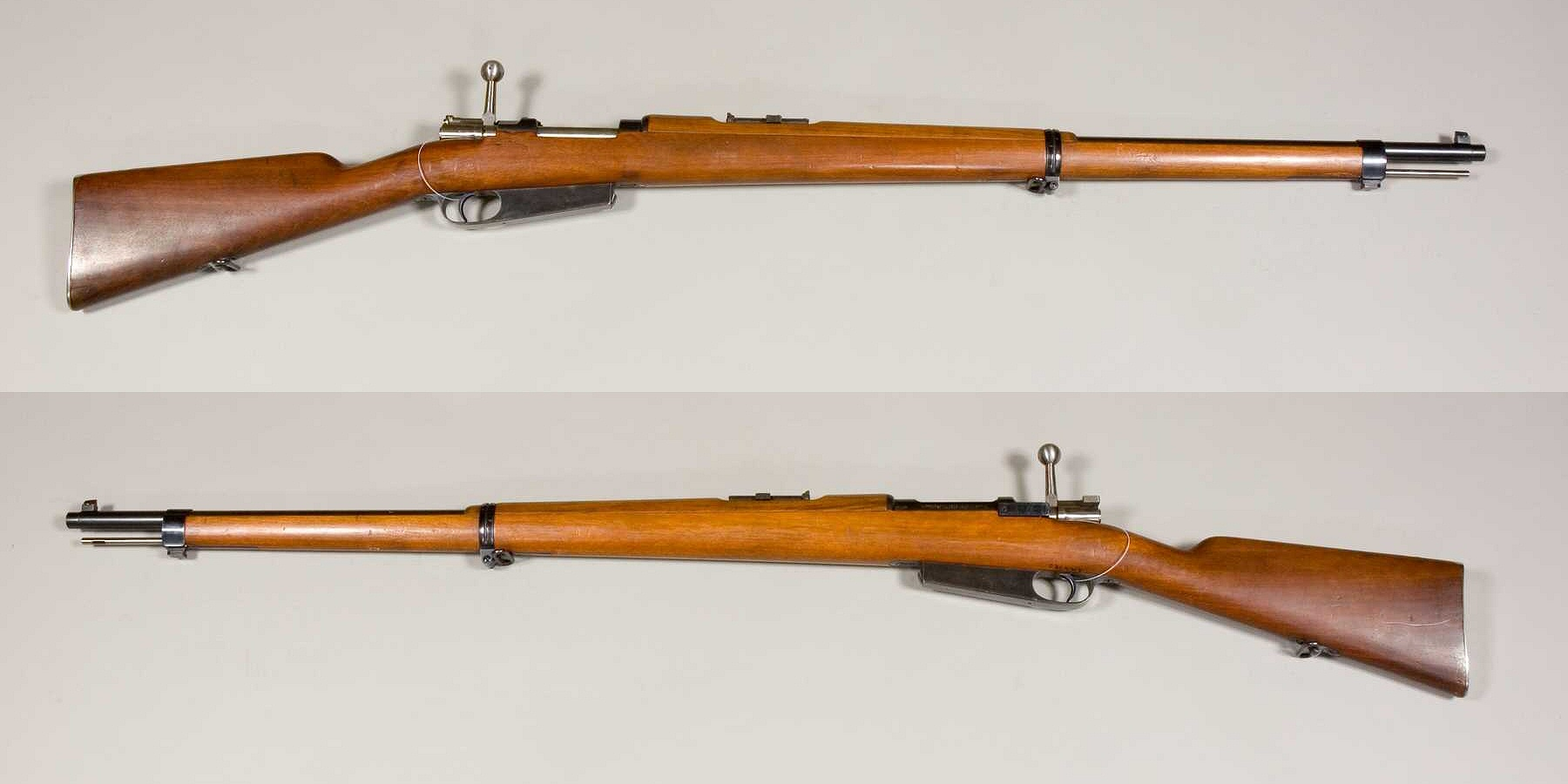
Експериментальна Модель Маузер 92 під калібр 8x58R. Ця гвинтівка проходила випробування у Швеції

Після закінчення робіт над Моделлю 71/84 у 1880 брати Маузер, було прийнято рішення про створення магазинної гвинтівки під набій малого калібру під бездимний порох. Через смерть Вільгельма вони не закінчили проект до 1882, коли було створено німецьку комісію з тестування гвинтівок (Gewehr-Prüfungskommission). Комісія обрала свою власну конструкцію. Пауль Маузер створив дві різні версії однієї гвинтівки, одну з повністю закритим кожухом стволом і другий на основі традиційної конструкції за схемою моделі 71 сподіваючись, що комісія скасує своє рішення або хоча б продати ці розробки Королівству Баварія, яке само визначалося зі своєю зброєю. Одна гвинтівка стала відома як модель 89 Маузер Бельгійська (з кожухом на стволі), а інша модель 91 Маузер Аргентинська (за схемою моделі 71), вони були схожі за своїми функціями та системою живлення. Основною їх перевагою було використання обойм для заряджання магазина (що значно збільшило темп вогню), а також їх безфланцевий набій (7,65 Аргентинський).
Система вразила високими результатами під час баварських військових випробувань у 1884. Обидві гвинтівки були успішними, але ті хто приймав рішення не були переконані, що обойменна система заряджання краща за блочну, яку запропонував Манліхер. У відповідь Маузер почав дрібносерійне виробництво гвинтівок в спробі зацікавити іноземні держави, але не зміг переконати будь-яку з європейських великих держав.
Проте бельгійський аташе закликав уряд Бельгії зв'язатися з Маузером, маючи надію, що його розробки допоможуть розвинути власне виробництво зброї. Важка гвинтівка Маузера з кожухом стала поштовхом для появи виробника зброї FN Herstal. FN не зможе виконувати всі замовлення, тому виробництво буде перенесено до Англії до Бірмінгемської компанії з виробництва стрілецької зброї.
Бельгійські переговори з Маузером спонукали зацікавленість у Османської імперії у  придбанні гвинтівки. Врешті вони замовили спрощену модель 91 Маузер Аргентинський яка стала відома як модель 90 турецька. Поки йшли переговори, Аргентинська комісія зі стрілецької зброї зв'язалася з Маузером у 1886 для заміни їхньої Моделі 71; щоб зменшити перепідготовку військ вони обрали Модель 91. Як і попередні моделі Маузерів, цю зброю виробляла компанія Ludwig Loewe, яка у 1896 разом з іншими виробниками утворила Deutsche Waffen und Munitionsfabriken.
Всі моделі були зроблені під тупоносу кулю 7,65 мм. Багато частин були взаємозамінні, окрім багнетів моделей 89 та 90/91; через кожух ствола кільце багнета було дуже широким. Модель 89 Маузер, яку не було прийнято на озброєння Німеччини у 1884, була прийнята на службу у 1940 для підрозділів другої лінії у Норвегії, Данії, Нідерландах та Бельгії.
Кіготь-екстрактор, який не обертається було представлено на Моделі 92. У тому ж році декілька варіантів цієї моделі проходили випробування у армії США;, але врешті було обрано норвезьку гвинтівку Краг-Йоргенсен.

#### Іспанська Модель M93
Іспанська Модель M1893 більш відома як «Іспанський Маузер», хоча вона і була прийнята іншими країнами під різними калібрами, перш за все у Османській імперії. Модель M93 мала короткий коробчастий магазин на п'ять набоїв 7×57 мм Маузер які розташовувалися у шаховому порядку, для швидкого заряджання використовувалася обойма. Вона як і раніше мала лише два бойових упори.
Новий набій мав вигляд гільзи з кулею з суцільнометалевою оболонкою вагою 11,2 грамів, калібру 7×57 мм, з початковою швидкістю 700 м/с зі ствола довжиною 74 см. Він став стандартним для піхоти збройних сил Іспанії, а також для деяких країн Латинської Америки. Він відомий як «7 мм Маузер».

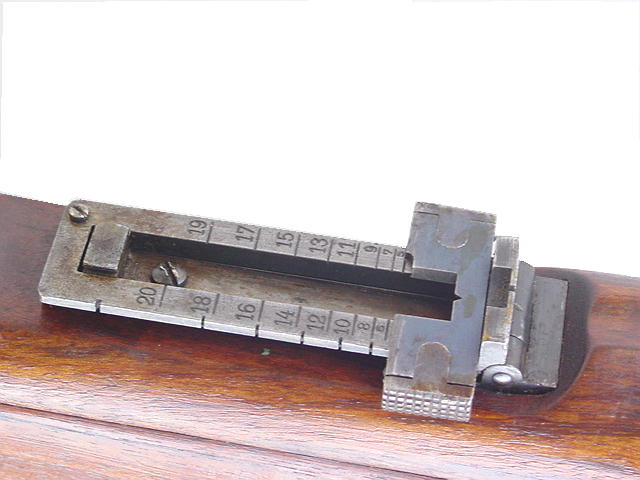
Прицільна планка Маузера 1893-95

Модель 1893 Маузер була використана іспанською армією на Кубі проти США та кубинських повстанців. Вона отримала смертельне репутацію зокрема, після легендарної битви за схил Сан-Хуан (1898), де 750 іспанських солдат стримували наступ 8500 американських вояків які були озброєні різними гвинтівками під калібр .30-40 Краг–Йоргенсен і старими однозарядними казнозарядними гвинтівками Спрингфілд, і змогли знищити 1400 американських солдат. Набій 7 мм Маузер був на 91 м/с швидший і мав більш пологу траєкторію ніж набій .30 Army який використовували у гвинтівці Краг-Йоргенсен. Це збільшило дальність ефективного вогню іспанців. Використання бездимного пороху дало перевагу іспанцям над американцями які використовували однозарядні гвинтівки Спрингфілд під димний порох. Обойменна система заряджання M93 допомогла іспанцям швидше перезаряджати зброю, ніж американцям, які могли заряджати магазин гвинтівки по одному набою. Після дослідження цієї битви палатою армії США було прийнято рішення замінити гвинтівки Краг. До 1903, американські інженери зробили M1903 Springfield, яка копіювала затвор і магазин гвинтівки Маузера модель 1898, під швидкісний набій калібру .30, (пізніше замінений на більш потужний .30-06 Springfield).
Модель 1893 Маузер також була використана іспанською армією на Філіппінах проти революційної армії Філіппін та американських військ. Основною зброєю революційної армії були гвинтівки Spanish M93 та гвинтівки Remington Spanish.

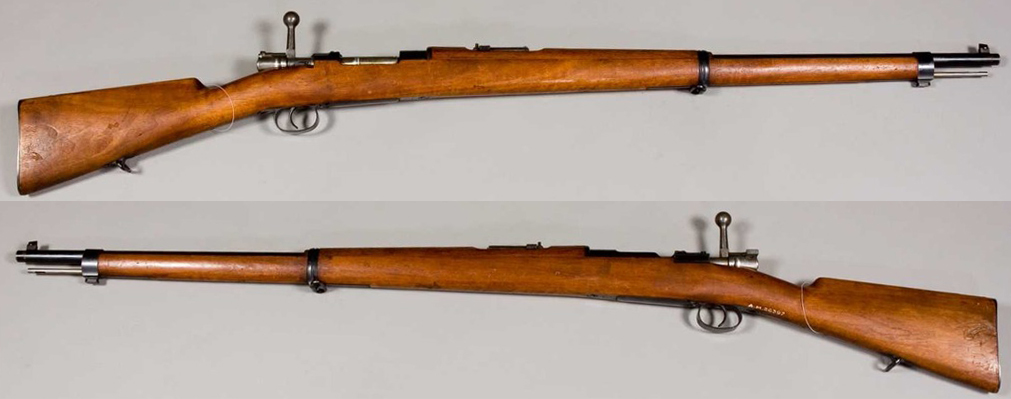
Сербський Маузер M1899 у Шведському музеї Зброї.

Під час битви Пайє у 1899, американський генерал—майор, Генрі Уейр Лоутон, відомий тим, що очолив експедицію з проти  Джеронімо, був у самому центрі битви. Команда елітних філіппінських снайперів відома як «Tiradores de la Muerte» («ісп. стрільці смерті») озброєна гвинтівками Spanish M93, під командуванням генерала Ліцеріо Джеронімр, зайняла позицію на відстані у 270 м попереду. Незважаючи на застереження своїх офіцерів, Лоутон ходив взад і вперед по лінії, згуртовуючи своїх людей. Марцело Боніфаціо, філіппінський снайпер, вистрілив у Лоутона і вбив його. Він став єдиним офіцером з високим званням який загинув під час американсько—іспанських та американсько—філіппінських воєн.

##### Сербський M1899
Сербський Маузер M1899 під набій 7×57 мм є варіантом моделі M93, його виробляли на Deutsche Waffen und Munitionsfabriken у період з 1899 по 1906, а пізніше Œ.W.G. у Штайєрі з 1906 по 1910.

##### Турецький варіант
Коли турецька армія дізналася про нову іспанську модель 1893, вона замовила 200000 такої ж конфігурації. Їхні гвинтівки були під набій 7,65×53 мм Аргентинський і був схожий з іспанською моделлю, але мав свій унікальний переривач у магазині, який дозволяв заряджати наступний набій тільки лише у магазині залишалися набоїв, що допомагало завжди тримати магазин повністю спорядженим. Також Турецький Маузер відрізнявся від оригінальної моделі 1893, а потім і від моделі 1903 наявністю дотичного цілика, який було відкалібровано на дальності від 200 до 2000 метрів, але на арабськими цифрами, а східно—арабськими; такі цифри будуть використані у майбутньому на перських гвинтівках і карабінах Маузер. Пізніше цілики на Турецьких Маузерах будуть відкалібровані стандартними арабськими цифрами. До кінця 1930—х, на більшості з цих гвинтівок буде замінено стволи для використання більш поширених і потужних набоїв 8 мм Маузер. .

##### Гвинтівка M1916 Іспанська

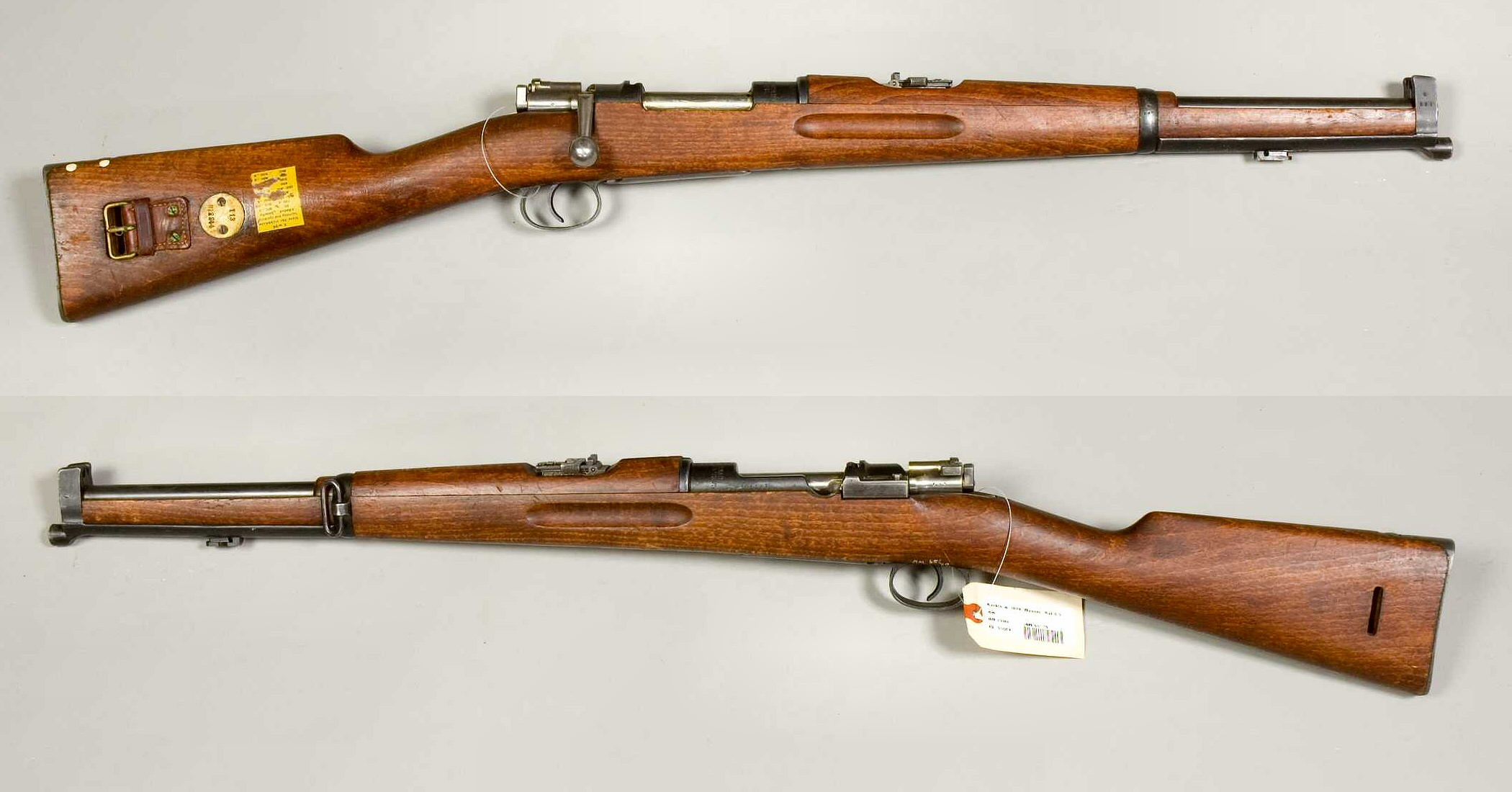
Шведський карабін Model 1894

Гвинтівка M1916 була представлена у 1916. Вона була вкороченою версією моделі M1893 з прямим прикладом під набій 7 мм Маузер, який був стандартним для іспанської армії. Багато було перероблено на гвинтівки FR7 наприкінці 1950—х шляхом заміни ствола під набої 7,62×51 мм CETME та 7,62×51 мм NATO  для тренувань Громадянської гвардії.

##### Гвинтівка M1894 Шведська
Model 94 була замовлена Бразилією та Швецією. Схожа Model 1895 була продана до Мексики, Чилі, Уругваю, Китаю, Персії та південно-африканському штату Трансвааль та до Оранжевої Республіки (Бурам). Запобіжник на моделі 1895 мав вигляд плеча на задній частині приймача, одразу за руків'ям затвора. Південно-африканські Маузери показали високу ефективність проти британської армії під час Другої бурської війни; вона була убивчою на великій відстані, що надихнуло британців на створення власної гвинтівки і набою на базі Маузер. Ці рідкісні карабіни і гвинтівки Маузера—особливо модель 1895 — можна легко ідентифікувати за літерами «OVS» (Oranje-Vrijstaat [голландською «Оранжева Республіка»]) нанесеними на кільце приймача. Британська гвинтівка Pattern 1914 Enfield з бойовими виступами як у Маузера могла замінити гвинтівку Lee–Enfield, але наближення Першої світової війни завадило цьому. Гвинтівка Lee–Enfield залишалася на озброєнні до кінця війни і була замінена самозарядними гвинтівками. Під час війни німці познайомилися з американською гвинтівкою M1917 яка була переробкою гвинтівки Pattern 14 під американський набій .30-06.

#### Модель 1896

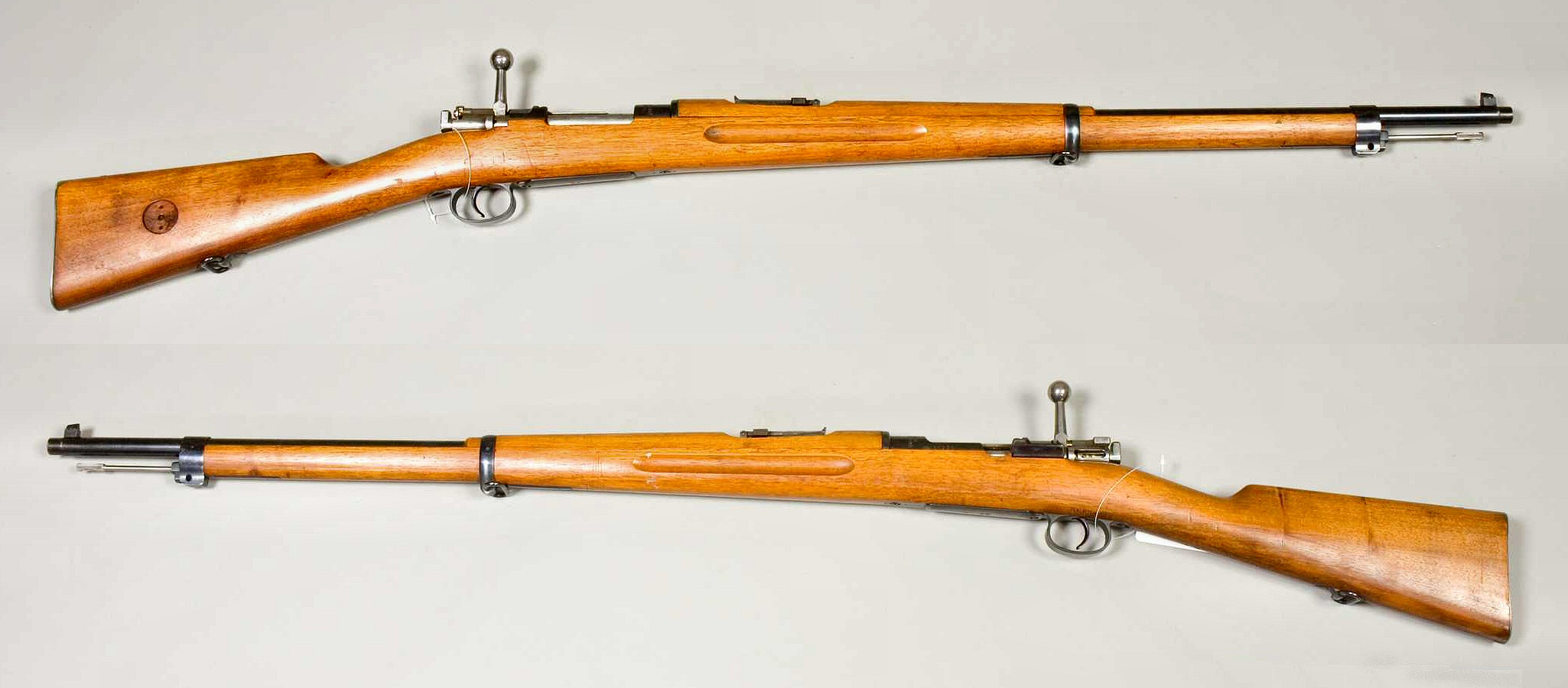
Шведська гвинтівка Модель 1896

3 листопада 1893 Сполучене королівство Швеції та Норвегії прийняло на озброєння набій калібру 6,5×55 мм. В результаті шведи прийняли на озброєння новий карабін m/94 та гвинтівку m/96 під цей набій. Виробництво гвинтівок було незмінним з 1896 по 1944. Карабін m/94, гвинтівка m/96, укорочена гвинтівка m/38 та снайперська модель m/41 відомі серед колекціонерів як «Шведський Маузер». Їх досі можна зустріти у стрільців та мисливців. Спочатку зброю виробляли у Німеччині на Waffenfabrik Маузер, пізніше гвинтівки вироблялися за ліцензією шведською державною фабрикою Бофорс Карл Густав. Укорочена гвинтівка m/38 виробляла фірма Husqvarna; модель m/38s була переробленою гвинтівкою Модель 96.
«Шведська сталь» термін який використовують для назви сталі яку використовували для виробництва німецького Маузера, а пізніше шведською промисловістю, для створення гвинтівок m/96. Шведська залізна руда містить відповідні відсотки мікроелементів, щоб зробити добрий сплав сталі. Таким чином, хоча і без виробничої бази, необхідної для масового виробництва сталі та заліза, шведська металургійна промисловість розробила свою нішу на ринку високоміцних сталевих сплавів, що містять нікель, мідь і ванадій. Шведські сталі відрізнялися своєю міццю та стійкістю до корозії і найбільше підходили до виробництва інструментів, столові приклади та зброї. Коли було підписано контракт з Маузером на виробництво зброї і виникли проблеми з виробництвом, шведи прийняли рішення використовувати шведську сталь для виробництва зброї. Шведські сплави у виробництві шведських Маузерів використовувалися до закінчення виробництва стволів для гвинтівок m/38 у 1944.

#### Модель 1898

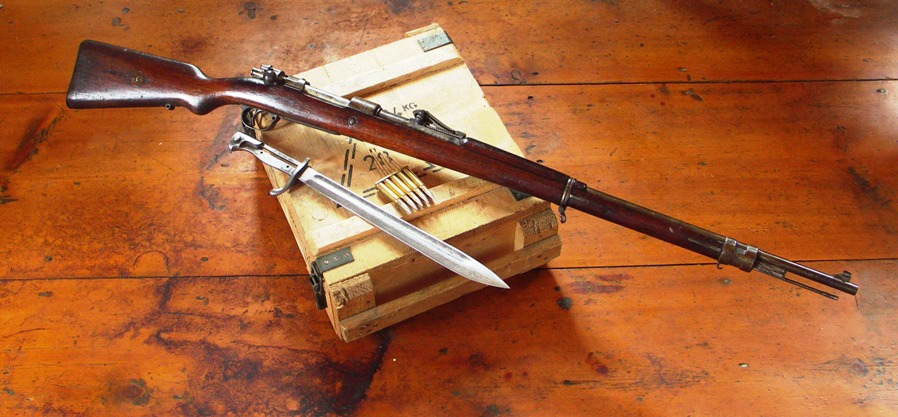
Маузер Модель 98

У 1898 німецька армія замовила нову гвинтівку Маузер, Модель 98, яка включала в себе усі покращення представлені у попередніх моделях. Гвинтівка була створена під набій калібру 7,92×57 мм Маузер і офіційно була прийнята на озброєння під назвою Gew. 98 5 квітня 1898. На довгі роки вона стала найпоширенішою моделлю гвинтівок Маузера і перебувала на озброєнні під час обох світових воєн.
Більшість існуючих гвинтівок Модель 98 та багато Модель 88 були перероблені під новий набій, який мав позначення «7,9 мм» або «S Patrone». Модифіковану Модель 88 можна впізнати за літерою «S» на приймачі. Через високий тиск, який створює новий набій у стволі, його не можна використовувати у не модифікованих гвинтівках Модель 88.
Пауль Маузер помер 29 травня 1914, незадовго до початку Першої світової війни. Війна викликала великий попит на гвинтівки. Почалися продажі карабінів К98, які на відміну від гвинтівки, мали магазин на 12 набоїв. Але збільшений магазин не прийняли.
Karabiner 98 з'вився перед самою Першою світовою війною. Деякі моделі були коротші навіть за більш пізню модель K.98k. Спочатку карабіни приймалися на озброєння лише кавалерії, але пізніше, під час війни, ними озброювали спеціальні штурмові загони.

#### Нащадки G98
Багато військових гвинтівок повторюють дизайн M98. Деякі з них були зроблені у Німеччині іншими виробниками:
- M1902, M1912, M1924 & M1936 Mexican калібр 7×57 мм
- M1903 Turkish калібр 7×57 мм
- M1904 & M1912 Chilean калібр 7×57 мм
- M1912 Colombian калібр 7×57 мм
- M1904 Portuguese калібр 6,5×58 мм Vergueiro
- M1906 Swedish калібр 6,5×58 мм
- M1908 Brazilian калібр 7×57 мм
- M1909 Argentine калібр 7,65×53 мм
- M1910 Serbian калібр 7×57 мм
- M1924 Chinese калібр 7,92×57 мм
- M1943 Spanish короткий (не треба плутати з M93 Spanish Mauser) калібр 7,92×57 мм, вироблявся іспанським арсеналом. На ствольній коробці було нанесено «La Coruna» або Орла емблему іспанських повітряних сил. Зовні схожий на карабін K98k.

Гвинтівка Mauser 1918 T-Gewehr стала першою у світі протитанковою рушницею—перша конструкція гвинтівки яка була пристосована для боротьби з броньованими цілями. Зброя, збільшена модель G98, стріляла набоями 13×92 мм (.525-калібр) TuF (нім. Tank und Flieger, «танки та аероплани»), напівфланцевими. У травні 1918 компанія Маузер почала масовий випуск Mauser 13mm Tank Abwehr Gewehr Mod. 18 у Оберндорфі-ам-Некар.
Після падіння Німецької імперії багато країн вирішили замість використання моделей Маузер, розробляти, збирати або модифікувати гвинтівки на основі конструкції гвинтівки G98. Найбільш успішними з них були чехословацькі моделі M1922 CZ 98 та M1924 CZ vz.24 та бельгійські виробництва Fabrique Nationale моделі M1924 та M1930, всі під набій 8×57 мм.
Бельгійці і чехи виробляли і експортували свої «Маузери» під різні калібри у 1920—ті та 1930—ті роки, до початку окупації цих країн Третім рейхом, який використав заводи для створення частин або повноцінних гвинтівок для своєї армії. Якщо бути точним, то це не були гвинтівки «Маузер», тому що їх виробляла не компанію Маузер у Німеччині.
На основі Gewehr 98, під набій 8,15×46 мм R, було створено спортивну гвинтівку яка отримала назву «Wehrmannsgewehr». Ця гвинтівка була розрахована на один набій, замість магазина було встановлено дерев'яний блок. Ця гвинтівка стала основною гвинтівкою німецької олімпійської команди у 1936.

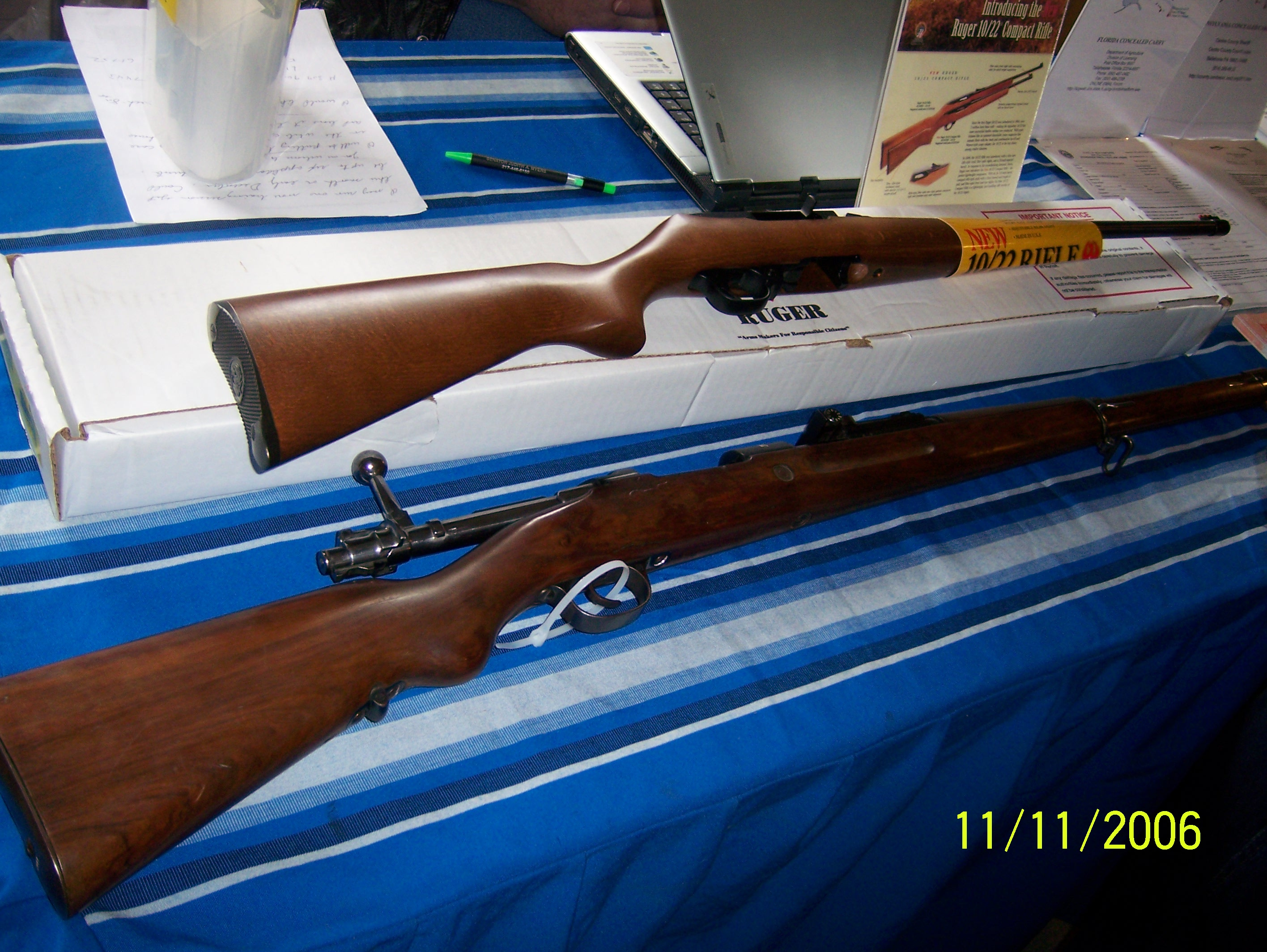
8,15×46R Маузер Wehrmannsgewehr
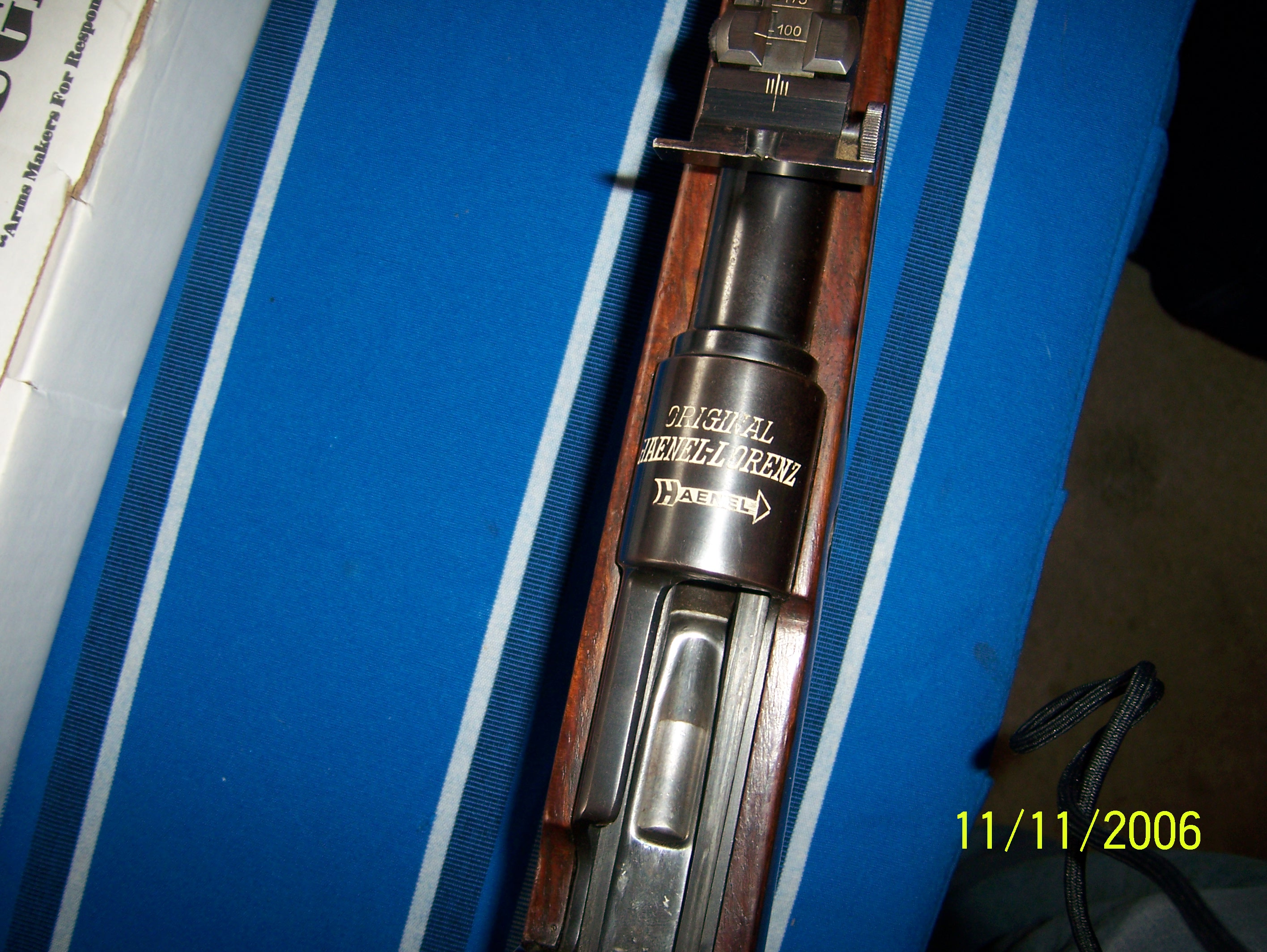
Верх ствольної коробки 8,15x46r Wehrmannsgewehr

Ігноруючи умови Версальського договору після приходу до влади Гітлера, було створено нову стандартну модель Маузера з карабіна Karabiner 98b. Номінально вона була призначена для експорту та для цивільного продажу. У той час коли багато стандартних моделей дійсно йшло на експорт, основною метою було переозброєння відновленої німецької армії. Вона швидко була перероблена на Karabiner 98 Kurz, який став стандартною німецькою гвинтівкою з 1935 і перебувала на службі до кінця Другої світової війни.

#### Type A, Model B, Model K, Armee-Model C, Africa Model
У перші десятиліття 20—го століття було вироблено серію успішних мисливських гвинтівок. Спеціальна гвинтівка Type A була топовою моделлю серед спортивних гвинтівок початку 20—го століття. Model B (B від нім. Büchse(гвинтівка)) та Model K були спортивними моделями у різних варіантах. Model C, вироблялася з 1903 по 1930, була дешевою гвинтівкою для полювання. Маузер Africa Model, представлена приблизно у 1904 або 1905, загалом використовувалася мешканцями Африки.

#### Model M та model S
Model M була представлена у 1914. Також пропонувалася Model S (S від нім. stutzen або короткий).

#### Гвинтівка Mauser 1925 Special range
Гвинтівка 1925 Special range була комерційним продуктом представленим у 1925 та продавалася у США. Вона була створена для точної прицільної стрільби. Також компанія випускала гвинтівку для навчання під калібр .22.

#### Karabiner 98k

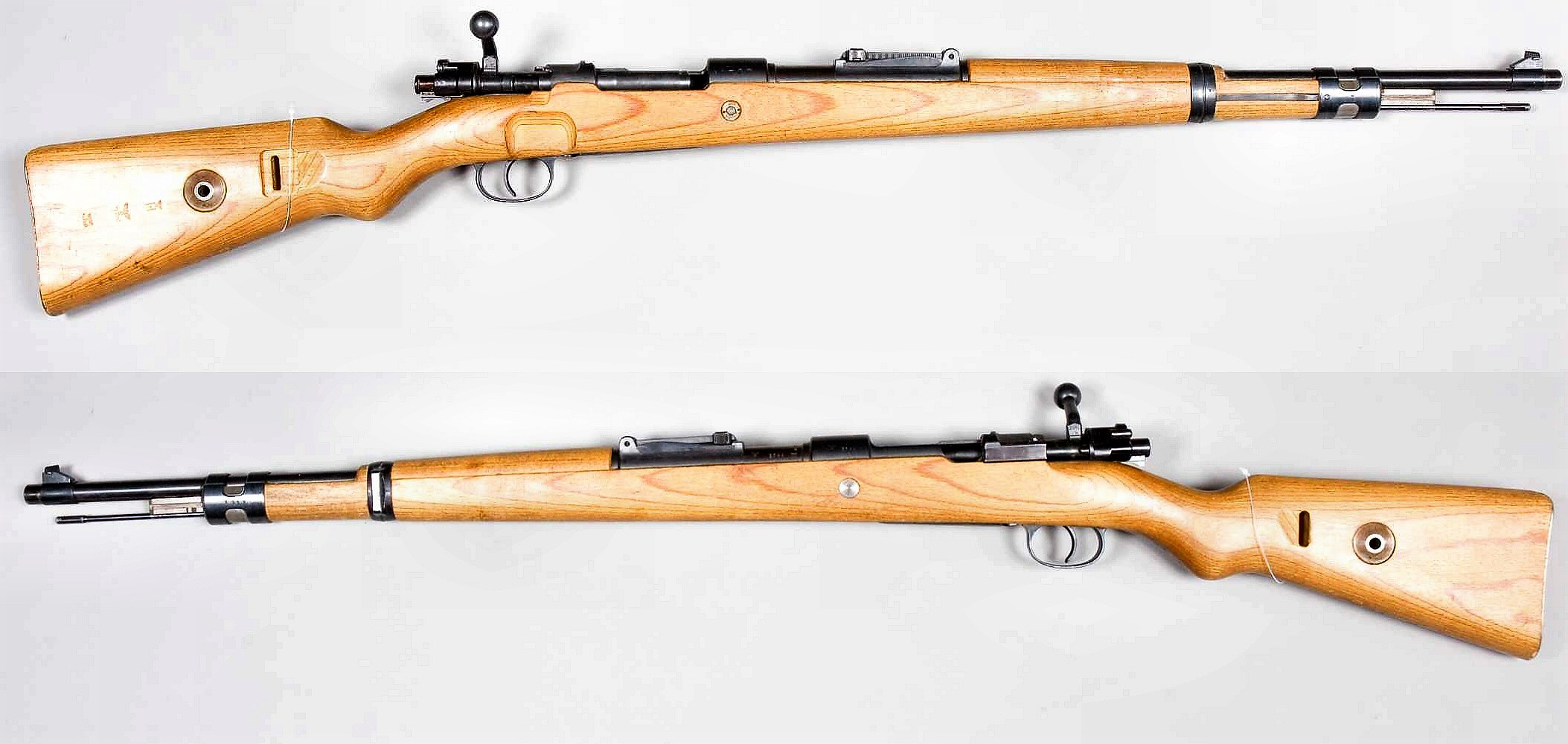
Karabiner 98k у відмінному стані, вироблений у 1940. З колекції Шведського музею зброї

Карабін Маузера Karabiner 98k «Mauser» (зазвичай скорочено «K98k» або «Kar98k»), розроблений у середині 1930-х, став основною гвинтівкою німецької армії за часів Другої світової війни. Основою стала конструкція Karabiner 98b, одна з моделей карабінів зроблених на основі Model 1898. K98k був прийнятий на озброєння Вермахту у 1935 як стандартна гвинтівка, також багато старих моделей було перероблено і вкорочено.

#### Mauser M1916
Маузер M1916 або Маузер selbstlade-karabiner (з нім. — «самозарядний карабін»), був самозарядним карабіном який використовував вільний затвор з затримкою та мав 25—зарядний від'ємний магазин. Під час створення самозарядного карабіну Пауль Маузер втратив око через вибух батареї. Механізм був дуже чутливий, працював лише коли був дуже чистий, через це карабін було важко використовувати у піхоті. Проте, німецькі повітряні сили обладнали свої літаки цими карабінами у 1915 і особливо у 1916. Повітряні бої давали чисте оточення яке вимагала зброя, а її самозарядні можливості були кращі у порівнянні зі звичайними затворними гвинтівками.
Але карабін мав ще один недолік — він був дорогим у виробництві. Через це повітряні сили прийняли на озброєння мексиканську гвинтівку Мондрагона, яка хоч і була менш точною від Маузера, але була дешевшою утричі. Проте швидке розповсюдження кулеметів швидко витіснило всі самозарядні гвинтівки з літаків.

#### Gewehr 41

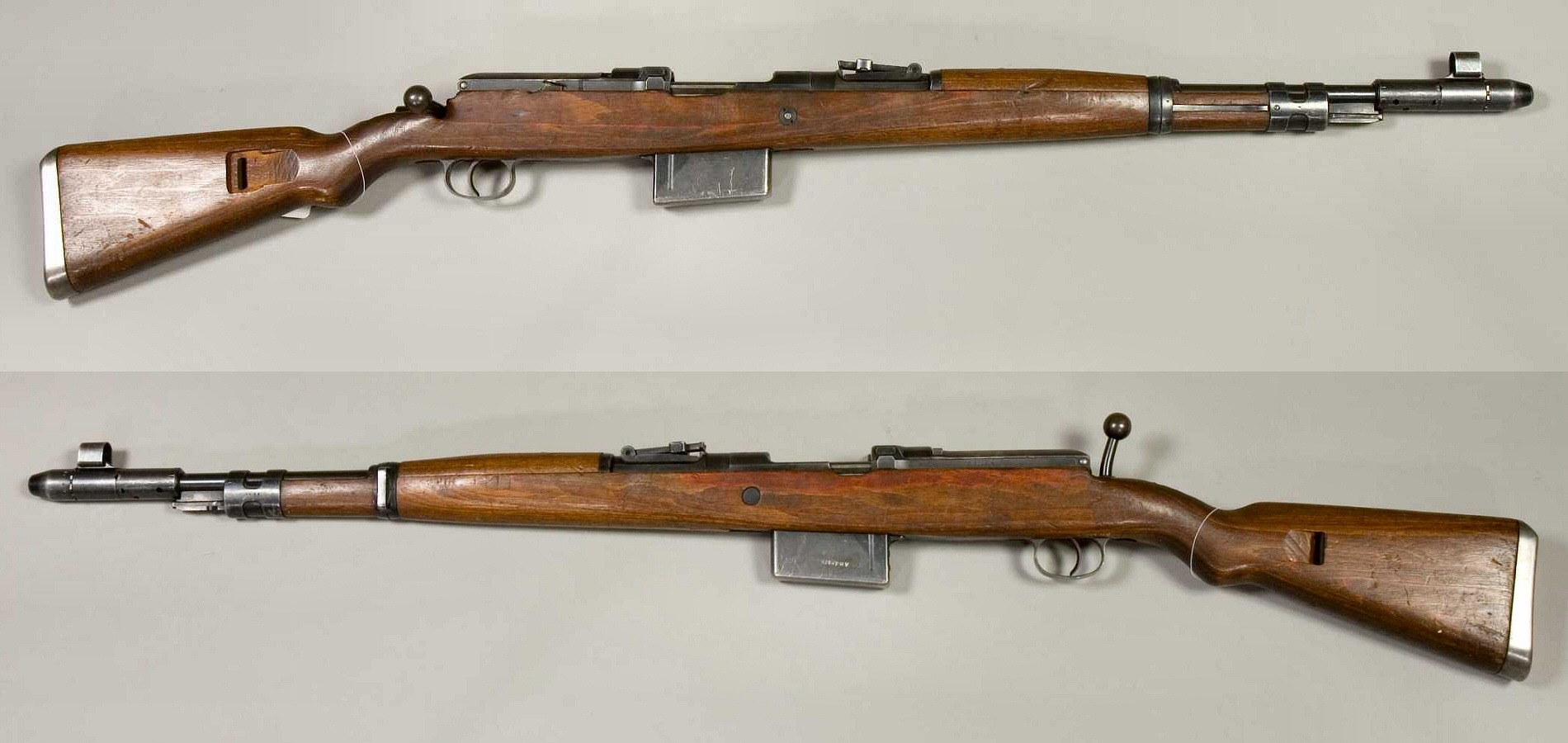
Самозарядна гвинтівка Gewehr 41 (версія Маузер)

Гвинтівки Gewehr 41, відомі як «G41(W)» або «G41(M)», були самозарядними гвинтівками Третього рейху під час Другої світової війни. До 1940 року Вермахт дав технічне завдання різним виробникам зброї, представлені Маузером і Вальтером прототипи були дуже схожі. Обидві моделі Gewehr 41 мали газовідвідну автоматику яка була відома як система «Bang» (за прізвищем конструктора гвинтівки M1922 Bang). У цій системі гази потрапляли у дульну чашку, яка тягнула довгий шток поршня, який відкривав затвор і перезаряджав гвинтівку. Обидві моделі мали вбудований 10—ти зарядний магазин який заряджався завдяки двом обоймам від карабіну Karabiner 98k і використовували набої 7,92×57 мм Маузер. Це зробили заряджання повільним. Зразок G41(M) Маузера не пройшов випробування, як і G41(W) через проблеми з газовідвідною системою. Було вироблено 6673 гвинтівки G41(M) до зупинки їх виробництва, а 1673 було повернуто.

### Пістолети

#### Пістолет C1896
Перша конструкція пістолета Маузера постала в 1896. Це модель C96, загально відома як «broomhandle». Конструкція була створена трьома братами Фіделем, Фрідріхом та Джозефом Фідерлі. Усі версії мали з'ємні кобури-приклади. У період з 1896 до кінця 1930—х було вироблено більше мільйона пістолетів C96.

#### Кишенькові пістолети Маузер 1910 та 1914

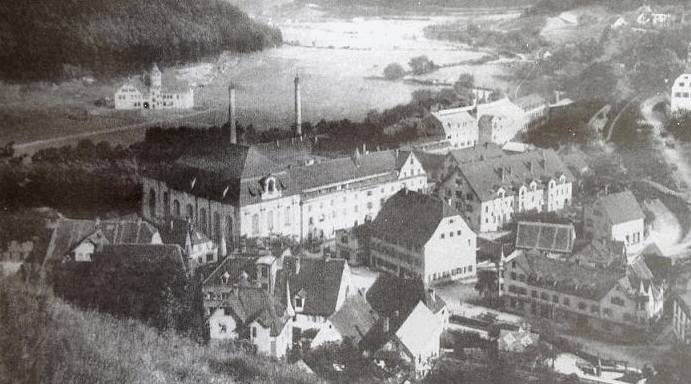
Фабрика Маузер, 1910

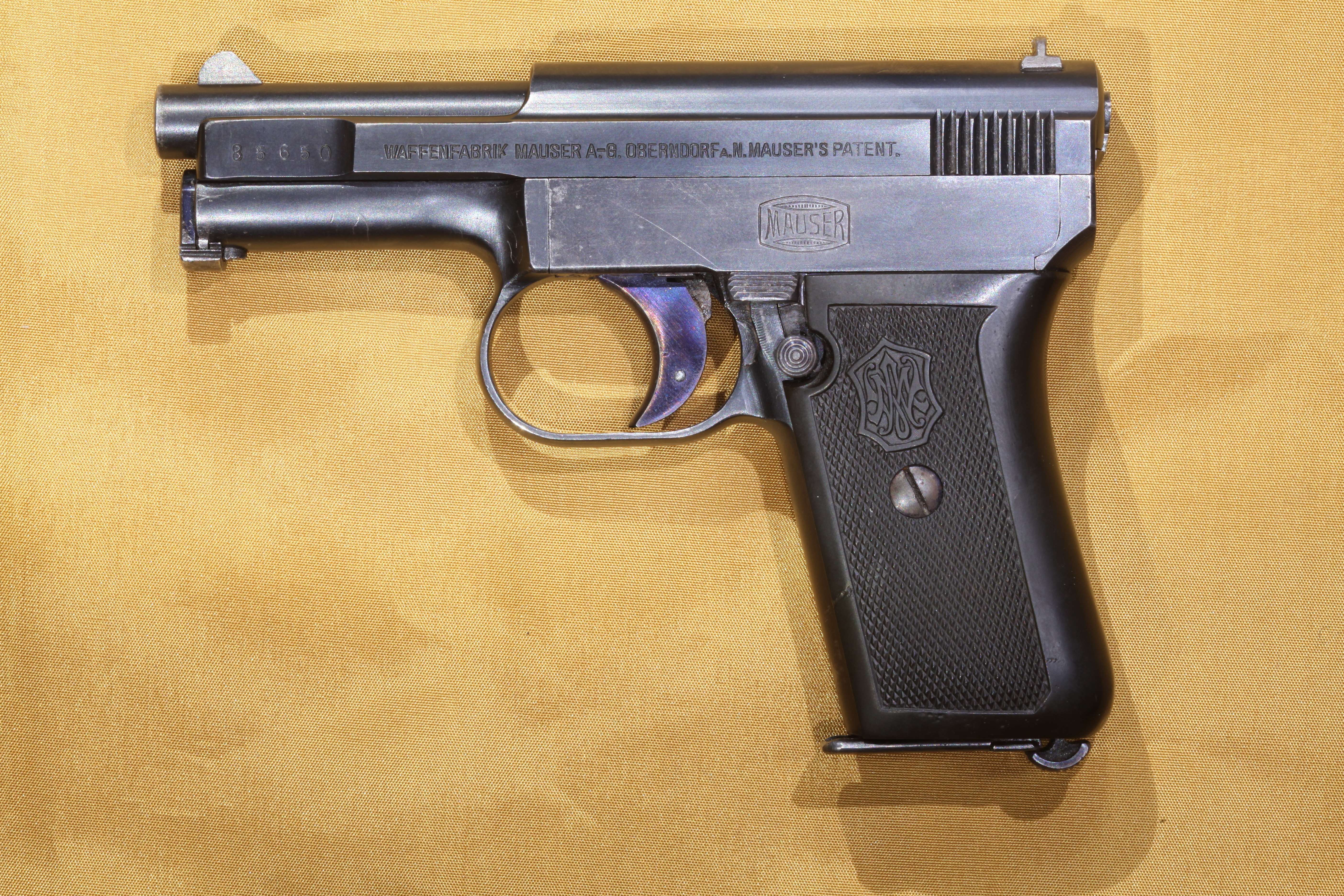
Маузер 1910

Модель 1910 була малим самозарядним пістолетом під калібр .25 ACP (6,35 мм). Він був представлений у 1910; оновлена модель під калібр .32 ACP (7,65 мм) з'явилася у 1914. Більшість з них використовували у Вермахті та у Крігсмаріне. Також їх продавали цивільному населенню.

#### Кишеньковий пістолет Mauser Model 1934

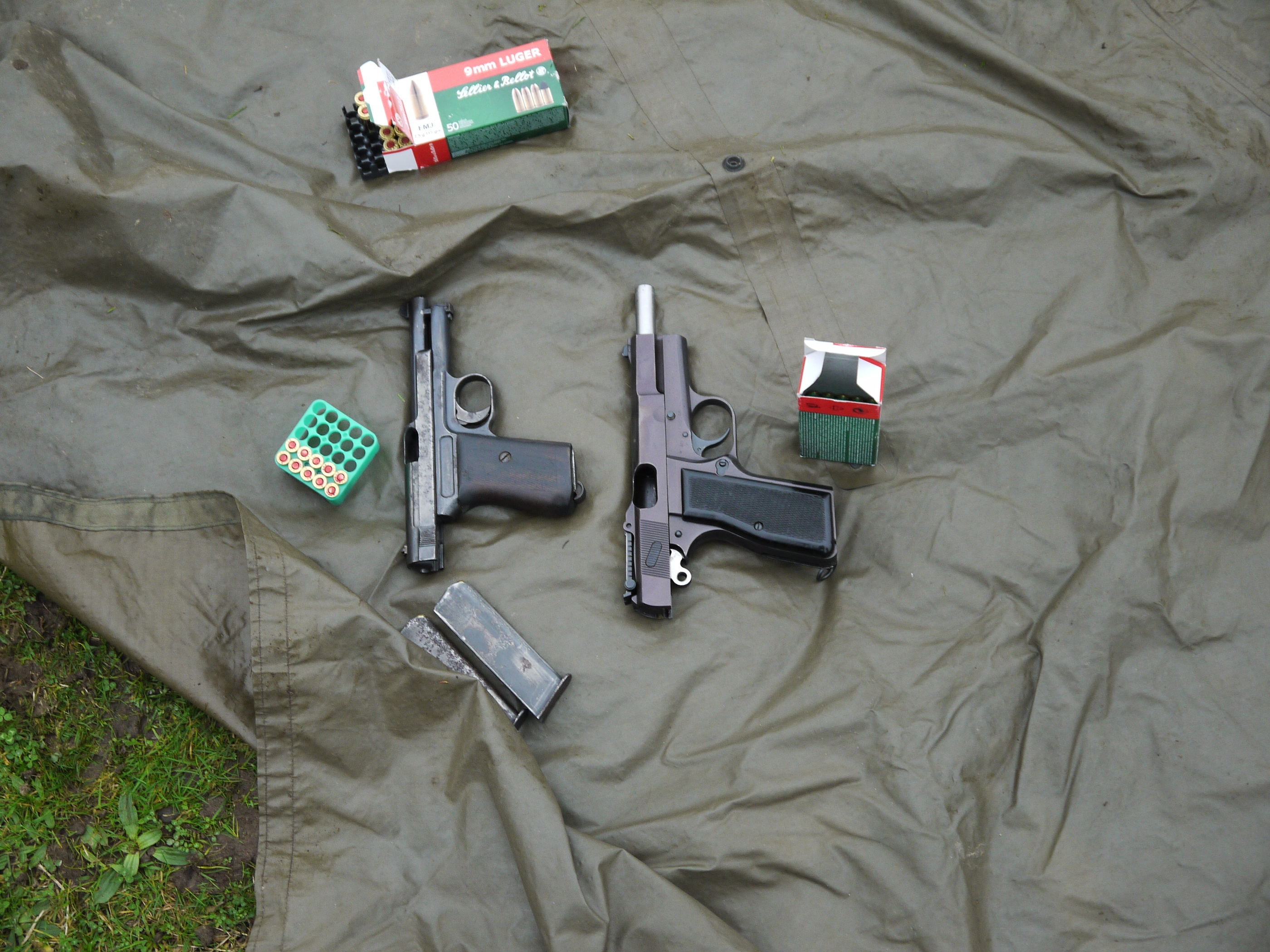
ліворуч: кишеньковий пістолет 7,65 мм 1934 Model, праворуч: Browning 9 мм (у порівнянні)

Це був маленький кишеньковий пістолет під калібр .32 ACP (7,65 мм) на базі ранньої Моделі 1910/14. Модель 1934 дуже схожа на модель 1914 окрім руків'я, яке має більший нахил назад. Його використовували у Крігсмаріне, а також виробляли на продаж.

#### Mauser HSc
Mauser HSc є самозарядним пістолетом представленим у 1940—х роках. Це був компактний пістолет подвійної дії з напіввільним затвором під набій калібру 32 ACP. Виробництво тривало з 1940 до кінця війни, а також у 1960—ті та на початку 1970—х років. Післявоєнні моделі також мали калібр .380 ACP.

## Зброя виробництва Маузер після Другої світової війни
Формально компанію Маузер було відновлено у 1950—ті.

### 1960—ті
Було придбано розроблену Вальтером Геманном гвинтівку і з 1965 року вона виробляється як модель 66. Також компанія пропонувала самозарядні пістолети, наприклад Mauser HSc.
- Model 66
- Model 66 S
- Model 66 P

### 1970-ті–1990

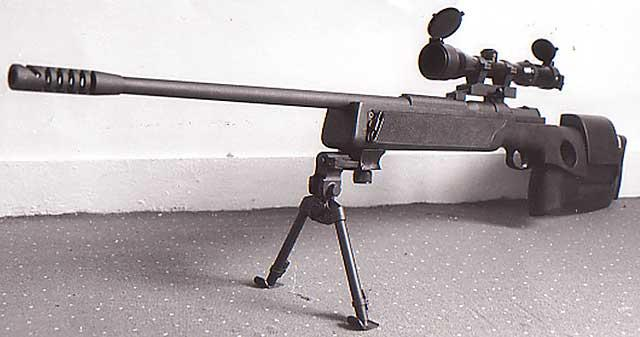
Снайперська гвинтівка Mauser SP66

- Model 77
- Model 86
- Mauser SP66 — снайперська гвинтівка на базі Model 66. Подальшим розвитком стала модель Mauser 86 SR.
- Mauser Parabellum

### 1990—2004
У 1990-х Маузер було придбано Rheinmetall Berlin AG; продаж було закінчено у 1996. Rheinmetall Berlin AG змінив назву на Rheinmetall AG через кілька років. У 2000 виробництво цивільної зброї було відокремлено від Rheinmetall та продано Luke & Ortmeier Group. Назву Маузер було розділено між компанією з виробництва цивільних гвинтівок та підрозділом Rheinmetall.
- Снайперська гвинтівка Mauser SR 93
- Model 94
- Model 96 / model 96 S — гвинтівка з прямим ковзним затвором
- Mauser SR 97

У 2004 Mauser-Werke Oberndorf Waffensysteme GmbH співпрацювало з Rheinmetall Waffe Munition GmbH та декількома різними компаніями.

## Автоматичні гармати

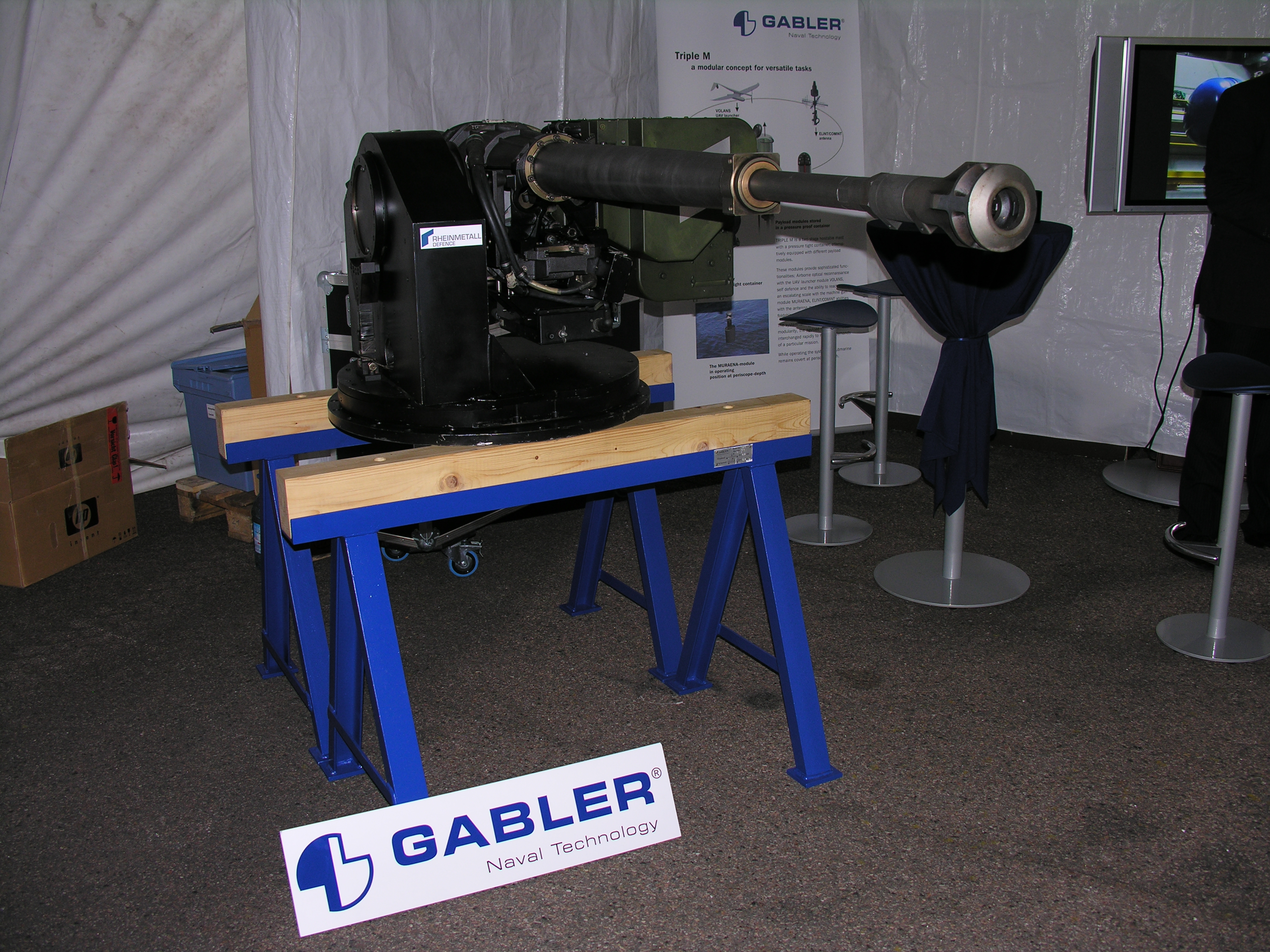
Rheinmetall RMK30 (виставка TechDemo 2008)

До Другої світової війни
20 мм гармата FlaK 30/38
20 мм гармата MG FF — створена у 1936 Ikaria Werke Berlin на основі швейцарської гармати Oerlikon FF
20 мм гармата MG 151/20
20 мм гармата MG 213 — створена під час війни, але у серію не пішла
30 мм гармата MK 108 розроблена у 1940—му році Rheinmetall—Borsig
Після Другої світової війни
27 мм гармата BK—27
30 мм гармата RMK30